# دیانه بیتو
دیانه ماری کریستینه بیتو (انگلیسی: Dyanne Marie Christine Bito؛ زادهٔ ۱۰ اوت ۱۹۸۱) بازیکن فوتبال زن در پست‌های مهاجم و مدافع زاده کوراسائو اهل هلند است.

## باشگاهی
از باشگاه‌هایی که در آن بازی کرده‌است می‌توان به باشگاه فوتبال ادو دن هاخ و باشگاه فوتبال آزد آلکمار اشاره کرد.

## تیم ملی
وی همچنین در تیم ملی فوتبال زنان هلند بازی کرده‌است. بیتو نخستین بازی ملی خویش را در ۱۴ اکتبر ۲۰۰۰ در چهارچوب مرحله مقدماتی جام ملت‌های اروپای زنان ۲۰۰۱ در مقابل تیم ملی فوتبال زنان مجارستان انجام داد.

### گل‌های ملی[۱]
| گل # | تاریخ          | ورزشگاه                                                      | حریف     | گل زده | نتیجه | رقابت        |
| ---- | -------------- | ------------------------------------------------------------ | -------- | ------ | ----- | ------------ |
| ۱.   | ۲۰ مارس ۲۰۰۱   | Gemeentelijk Stadion, کونتیک، بلژیک                          | بلژیک    | ۴–۰    | ۴–۰   | بازی دوستانه |
| ۲.   | ۸ مه ۲۰۰۱      | West Lothian Courier Stadium, لیوینگستون، اسکاتلند، اسکاتلند | اسکاتلند | ۴–۰    | ۴–۰   | بازی دوستانه |
| ۳.   | ۹ اکتبر ۲۰۰۱   | Gemeentelijk Stadion, کونتیک، بلژیک                          | بلژیک    | ۳–۲    | ۵–۲   | بازی دوستانه |
| ۴.   | ۲۷ نوامبر ۲۰۰۲ | Sportpark Rijsoord, ریدرکرک، هلند                            | بلژیک    | ۴–۰    | ۴–۰   | بازی دوستانه |
| ۵.   | ۱۷ دسامبر ۲۰۰۲ | Estádio Capitão Josino Costa, لاگوآ، پرتغال                  | پرتغال   | ۲–۱    | ۲–۱   | بازی دوستانه |
| ۶.   | ۹ فوریه ۲۰۱۳   | Regenboogstadion, وارخم، بلژیک                               | بلژیک    | ۱–۱    | ۳–۲   | بازی دوستانه |